# Lindernia conferta
Lindernia conferta är en tvåhjärtbladig växtart som först beskrevs av William Philip Hiern, och fick sitt nu gällande namn av D. Philcox. Lindernia conferta ingår i släktet Lindernia och familjen Linderniaceae. Inga underarter finns listade i Catalogue of Life.